# Dragonfly in Amber
Dragonfly in Amber (em Portugal: A Libélula Presa no Âmbar / no Brasil: A Libélula no Âmbar) é o segundo livro de uma série de romances escritos pela escritora americana Diana Gabaldon. O livro centra-se em duas personagens principais, Claire Randall e o seu marido Jamie Fraser. Este livro narra os esforços de Claire e Jamie para impedir a rebelião jacobita que Claire sabe que terminará desastrosamente para os escoceses.
Uma adaptação televisiva da série, intitulada Outlander, estreou no canal Starz em agosto de 2014. A segunda temporada da série, transmitida entre maio e junho de 2016, baseou-se no livro Dragonfly in Amber.

## Enredo

### Escócia, 1968
Claire Randall regressou ao seu tempo, onde vive há vinte anos com o seu marido, Frank. Após a sua morte, ela leva a filha, Brianna a casa do velho amigo dos Randalls, o Reverendo Reginald Wakefield. Lá, Claire tem esperança de que o filho adotivo do Reverendo, Roger, a possa ajudar a descobrir o que aconteceu aos homens de Lallybroch depois da Batalha de Culloden. Fazendo uso das suas credenciais da Universidade de Oxford para obter informações, Roger encontra provas de que os homens de Lallybroch chegaram seguros em casa. Roger acompanha Claire e Brianna a um cemitério antigo em busca do túmulo de Jonathan Randall, o antepassado de Frank, mas também encontra um túmulo dedicado a Jamie Fraser. Claire revela a Brianna quem é o seu verdadeiro pai e esta recusa-se a aceitar a história da mãe. Porém, Roger fica fascinado e Claire conta-lhe o que se passou depois dos acontecimentos de Outlander.

### Paris, 1744
No final de Outlander, Claire convence Jamie a impedir a rebelião jacobita e o seu consequente massacre. Depois de descobrir que Charles Stuart está a tentar obter dinheiro de Luís XV, o rei da França, para financiar a causa jacobita, Claire e Jamie viajam para Paris, onde Jamie usa o negócio de vinhos do seu primo para conseguir conhecimentos na aristocracia necessários para conspirar contra Stuart. Um rapaz francês chamado Claudel, criado num bordel, ajuda Jamie a fugir de alguns homens e Jamie muda o nome do rapaz para Fergus. Quando Jonathan "Black Jack" Randall chega a França, Jamie desafia-o para um duelo, quebrando assim uma promessa feita a Claire para lhe poupar a vida e, assim, permitir que Frank, o marido de Claire, não seja apagado da história. A tensão do duelo faz com que Claire sofra um aborto e que Jamie seja preso na Bastilha por participar num duelo.

### Escócia, 1745 e a Rebelião
Claire liberta Jamie através de um acordo com o rei Luís XV e eles são banidos da França. De volta à Escócia com Fergus, Claire e Jamie fixam-se na casa dele em Lallybroch, onde também vive a sua irmã Jenny com a sua família, e vivem como agricultores. Jamie recebe uma carta de Stuart onde este anuncia que vai tentar reclamar o trono da Escócia que o príncipe assina com o nome de Jamie, o que faz dele um traidor da Coroa. Sem outra escolha, Jamie reúne os homens de Lallybroch para se juntar ao exército de Stuart. O jovem Lord John Grey, um soldado inglês encontra Jamie e Claire por acaso e fica com a impressão de que Claire é uma prisioneira. O soldado tenta "salvar" Claire e Jaime parte-lhe o braço, mas poupa-lhe a vida. A informação que Jamie consegue com este encontro ajuda os Highlanders a vencer a Batalha de Prestonpans, mas a rebelião é derrubada na desastrosa Batalha de Culloden. Claire descobre que está grávida novamente. Jamie e Claire falam em assassinar Stuart, mas decidem não o fazer. Dougal MacKenzie, que ouve esta conversa, acusa Claire de persuadir Jamie e trair os seus conterrâneos e tenta matá-la. Dougal é apunhalado e morre nos braços de Jamie. Sabendo que os Jacobitas vão perder a batalha, Jamie leva Claire para as pedras de Craigh na Dun e ela regressa ao seu tempo. Jamie regressa ao campo de batalha convencido de que vai morrer.

### 1968
Claire recorda que voltou para Frank, que não acreditou na sua história, mas insistiu em ajudar a criar Brianna, a bebê que acaba por nascer depois de Claire regressar. Frank pede a Claire que lhe diga a verdade apenas depois da sua morte. Uma vez que Brianna não acredita na história de Claire, esta pede ajuda a Roger depois de revelar que ele é descendente de Dougal MacKenzie e Gellis Duncan. Claire admite a Roger que enquanto esteve escondida nas cavernas das Terras Altas, e trabalhado num plano para libertar Jamie da prisão (Outlander), Dougal tinha recebido uma mensagem de Geillis que dizia: "Não sei se é possível, mas acho que sim" e os números 1,9.6 e 8. Claire deduz que esses números significam o ano 1968 e Claire e Roger suspeitam que Gellis estava a dizer-lhe a partir de que ano viajou no tempo. Claire, Roger e Brianna assistem ao desaparecimento de Gellis Duncan pelas pedras de Craigh na Dun depois de ela matar o seu marido, Greg. No final do livro, Roger informa a Claire que Jamie não morreu em Colloden.

## Personagens principais
- Claire Beauchamp Randall Fraser: Enfermeira militar inglesa. Heroína principal, casada com Frank Randall e depois com James Fraser.
- James "Jamie" Fraser: Escocês, proprietário de terras de Broch Tuarach em Lallybroch.
- Frank Randall: Historiador, primeiro marido de Claire.
- Jonathan "Black Jack" Randall: Oficial das tropas de ocupação britânicas na Escócia, ancestral de Frank Randall.
- Brianna Randall: Filha de Claire e Jamie, criada como filha adotiva por Frank.
- Roger MacKenzie: Filho adotivo do reverendo Reginald Wakefield.
- Colum MacKenzie: Lord do clã MacKenzie de Leoch, tio de Jamie Fraser, portador de uma doença degenerativa.
- Dougal MacKenzie: Chefe de guerra do clã MacKenzie de Leoch, irmão de Colum.
- Murtagh Fraser: Padrinho de Jamie, seu protetor e homem de confiança.

## Recepção
A Publishers Weekly chamou Dragonfly in Amber de "uma sequência imensamente longa e compulsivamente legível de Outlander", e observou que "retratando a vida na corte e na cabana e no campo de batalha através dos olhos de um participante moderno e de mente forte, Gabaldon oferece um novo e visão histórica incomum, emoldurada por uma intrigante edição contemporânea da paternidade da filha de Claire". 